# Монтанский технологический университет
Монтанский технологический университет (англ. Montana Technological University; Montana Tech) — общественный университет в Бьютте, штат Монтана, США. Основан в 1900 году как Горная школа штата Монтана (англ. Montana State School of Mines). По состоянию на осень 2024 года в нём обучается 2 429 студентов. На 2025 год годовой бюджет университета составляет 33,8 миллиона долларов. Montana Tech специализируется на инженерных, естественных и медицинских науках.

## История
Акт о принятии 1889 года, который привёл Монтану к вступлению в Союз, также подразумевал выделение земли для создания горной школы в качестве одного из четырёх первых исходных высших учебных заведений в рамках университетской системы Монтаны. В 1893 году легислатура Монтаны выделила средства на создание школы в Бьютте. Первый камень Мэйн-холла был заложен в 1896 году. Несмотря на полную энтузиазма поддержку со стороны местных властей и даже предложения бесплатной земли для строительства, ранняя история заведения была сопряжена с плохим финансированием и обвинениями в мошенничестве, однако с помощью бывшего губернатора Джона Эзры Рикардса заведение открыло свои двери в 1900 году как Горная школа штата Монтана (англ. Montana State School of Mines). Первым студентом стала женщина, уроженка Бьютта Клара Кларк.
В 1919 году легислатура учредила в школе, специализировавшейся на разработке полезных ископаемых и промышленности, Бюро горного дела и металлургии штата Монтана. В 1942 году на время Второй мировой войны школа была переквалифицирована в Военно-морской колледж и предлагала программу V-12. В 1965 году школа была переименована в Монтанский колледж минеральных наук и технологий (англ. Montana College of Mineral Science and Technology). С того времени специализация заведения начала выходить за рамки чисто инженерных и прикладных наук, добавляя социальные науки и гуманитарные дисциплины. В 1994 году в результате реорганизации университетской системы Монтаны колледж стал аффилированным с Монтанским университетом и поменял название на Монтанский технологический университет Монтанского университета (англ. Montana Tech of the University of Montana). Профессионально-технический центр Бьютта был передан в ведение администрации университета в качестве Технологического колледжа.
В 2010 году был открыт корпус природных ресурсов, в настоящее время в нём размещаются горное бюро и факультет нефтяной инженерии. В 2012 году Технологический колледж стал Хайленд Колледжем, а также было открыто здание Центра университетских связей Фрэнка и Энн Гилмор. В 2014 году в партнёрстве с Монтанским университетом и Университетом штата Монтана была запущена первая докторская программа по материаловедению и инженерии. В 2016 году факультет сестринского дела впервые начал предлагать полную степень бакалавра. Тогда же была запущена полная программа бакалавриата по машиностроению и открыт Центр исследований природных ресурсов, включающий новую лабораторию наноисследований. 
В 2017 году Совет попечителей штата включил Montana Tech в список специализированных четырехлётних университетов, сделав его единственным подобным учреждением в университетской системе штата, в знак признания специализации университета на инженерии, прикладных науках и здравоохранении. Это изменение обеспечило большую независимость, поскольку сделало заведение подотчетным непосредственно Совету, а не Монтанскому университету, что позволило Montana Tech самостоятельно распоряжаться своими ресурсами. Для символического обособления летом 2018 года из названия заведения было убрано упоминание UM. 
В 2019 году канцлером стал Лес Кук. В октябре 2021 года университет объявил о пожертвовании факультету сестринского дела 7 миллионов долларов от Дэйва и Шерри Лесар, что привело к его переименованию в Школу сестринского дела Шерри Лесар. Эти средства также были направлены на строительство симуляционного центра семейного ухода Лесар, который открылся весной 2022 года в здании научно-инженерного корпуса. 25 апреля 2023 года университет объявил о крупнейшем пожертвовании в своей истории от своего выпускника Райана Лэнса, CEO ConocoPhillips. 21 сентября 2023 года в знак признательности Горно-инженерная школа университета была переименована в Горно-инженерный колледж Лэнса.

## Обучение
UM предлагает 39 программ бакалавриата, 15 программ магистратуры, три докторские программы (по материаловедению и инженерии, междисциплинарным наукам и наукам о Земле и инженерии) и 29 программ дополнительного образования. Университет разделён на пять подразделений: Горно-инженерный колледж Лэнса; Колледж литературы, естественных наук и профессиональных исследований; Хайлендс Колледж; Школу сестринского дела Шерри Лесар и Высшую школу.
В 2014 году Montana Tech занял шестое место в рейтинге самых высоких первых зарплат выпускников по версии The Washington Post. В 2015 году журнал The Wall Street Journal поставил университет на девятое место в стране в рейтинге лучших общественных университетов по окупаемости инвестиций.